# 韵腹
當一個韻母只含有一個響音，該響音就是韻腹。當一個韻母含有兩個以上的響音，其中最低的元音是韻腹；此韻母裏比該韻腹高的元音如果處於韻腹的前面，就是韻頭；此韻母裏的輔音或者比韻腹高的元音如果處於韻腹的后面，就是韻尾。
如果幾個音節有共同的韻腹和韻尾，那麽這幾個音節就是嚴格的押韻。